# 쿠치인

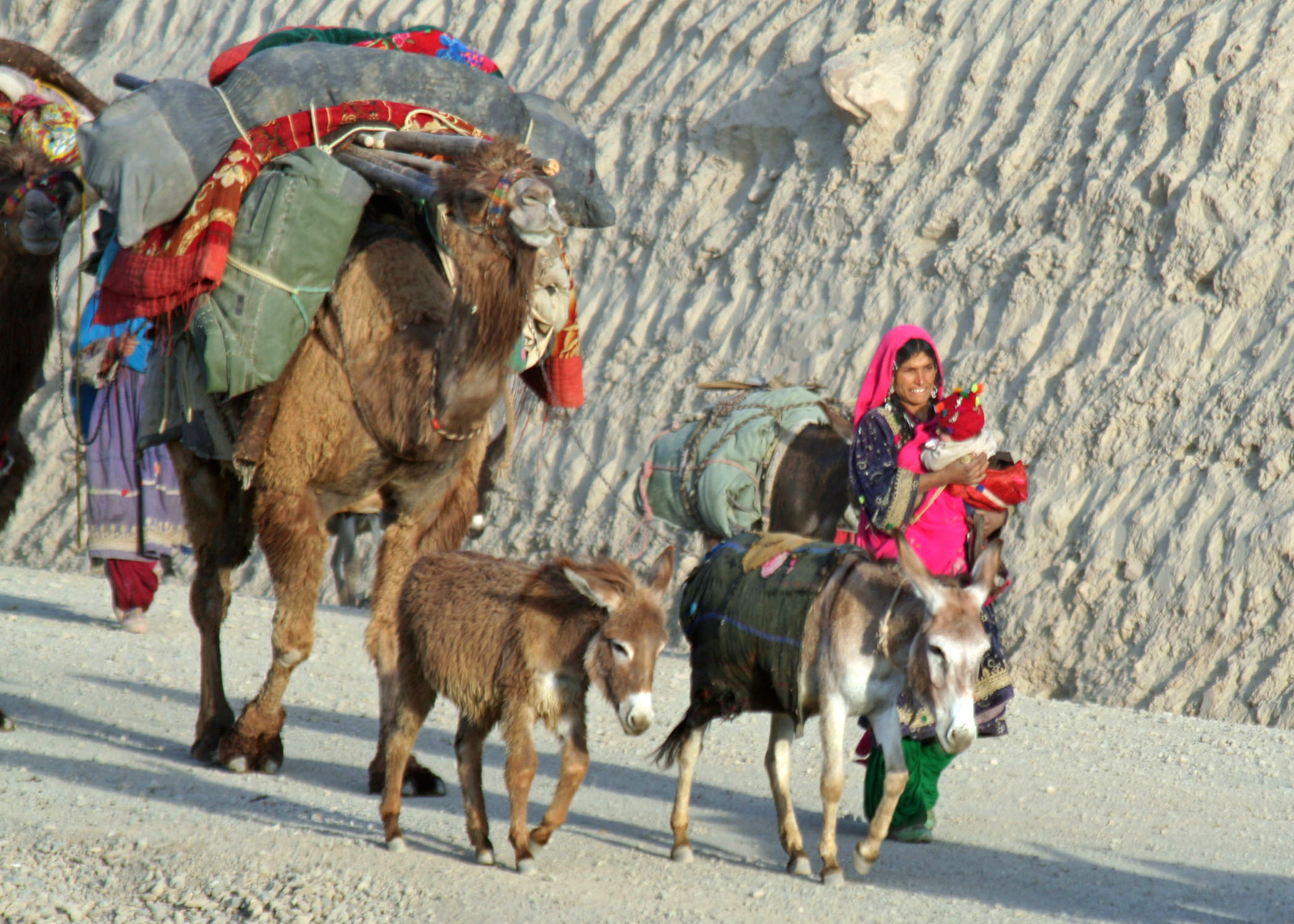

쿠치인(파슈토어: کوچۍ)은 파슈툰인의 한 분파인 유목민 집단이다. 상당수가 걸지 부족에 속한다.
2004년 기준 아프가니스탄에는 240만 명의 쿠치인이 살았고, 그 가운데 60%에 해당하는 150만 명이 완전유목생활을 했다.
쿠치인은 유목생활 때문에 정치로부터 소외되어 있으나, 2004년 아프가니스탄 헌법에서는 의회에 10석을 쿠치인을 위해 할당하도록 규정했다. 헌법 제14조에서는 쿠치인들의 주거 및 교육권 진흥을 위해 국가가 노력해야 한다고 규정했다. 유엔 난민 고등판무관 사무소에 따르면 30년 내전 이전까지 쿠치인은 아프가니스탄의 염소와 양의 30%, 낙타의 거의 대부분을 소유했고, 도축과 양모를 비롯한 동물 부산물을 국가경제에 공급하는 역할을 수행했다.
아프가니스탄 왕정의 군주들은 혈통적으로 같은 파슈툰인 쿠치인들을 편애해서 그들에게 북부지역까지 포함한 아프가니스탄 전역의 여름 방목지를 사용할 수 있다는 칙령을 내려주었다.  또한 탈레반 시대에 쿠치인들은 탈레반의 주요 지지층을 구성했다. 그래서 북부에 거주하는 민족들(하자라인, 타지크인, 우즈베크인, 투르크멘인)은 쿠치인에 대한 불신이 뿌리깊다. 이러한 민족적 분쟁은 쿠치인들의 이목행위, 그리고 일부 쿠치인들이 채무자의 토지를 압류하는 관습적 절차를 통해 북부지역의 부재지주가 되어간 현상으로 인해 더욱 심화되었다. 한편 쿠치인들은 북부 민족들은 비(非)아프간 인종이며, 칭기즈칸이나 티무르 같은 몽골 정복자들의 침략을 피해 남쪽으로 탈출한 자신들이야말로 북아프간의 원주민이라고 주장한다.
유엔 아프가니스탄 지원미션에 따르면 쿠치인들은 현대 아프가니스탄에서 경제적으로 가장 취약한 집단이 되었다. 인구가 증가함에 따라 아프가니스탄 중북부에서 농업과 목축을 둘러싼 갈등이 발생했고, 남의 사유지를 가로질러 이목할 때 동물의 두수만큼 비용을 지불하게 되면서 쿠치인들은 심각한 경제적 타격을 입었다. 위키리크스에 의해 유출된, 아프가니스탄 주재 미국 대사 칼 아이켄베리의 기밀전문에 따르면, 쿠치인자립사무국 국장 압둘 와하브 술레만케일이 아이켄베리에게 탈레반의 절반 이상이 쿠치인이라고 말했다. 다만 아이켄베리는 이에 대하여 평화증진 과정에서 쿠치인의 이해관계가 더욱 반영되도록 하기 위해 술레만케일이 쿠치인의 탈레반 참여를 부풀렸을 가능성도 있다고 논평했다.